# Canatlán (municipalité)
Canatlán est une des 39 municipalités de l'État de Durango, au nord-ouest du Mexique. Le chef-lieu de la municipalité est Ciudad Canatlán. La superficie de la municipalité 4est de 4 686,1 km2.
En 2010, la municipalité a une population totale de 31 401.

## Toponymie
Le nom vient du nahuatl "canin" qui signifie "lieu" ou "nid" (Candida), atl substantif qui signifie eau et -tlan qui signifie abondance et / ou la terre. On peut traduire le nom par "nid de terre près de l'eau" ou "nid de terre et d'eau".
Une autre version peut être "canauhtlan" avec "canauh-" qui signifie canard et "-tlan" qui signifie abondance, On peut traduire le nom par "lieu des canards".

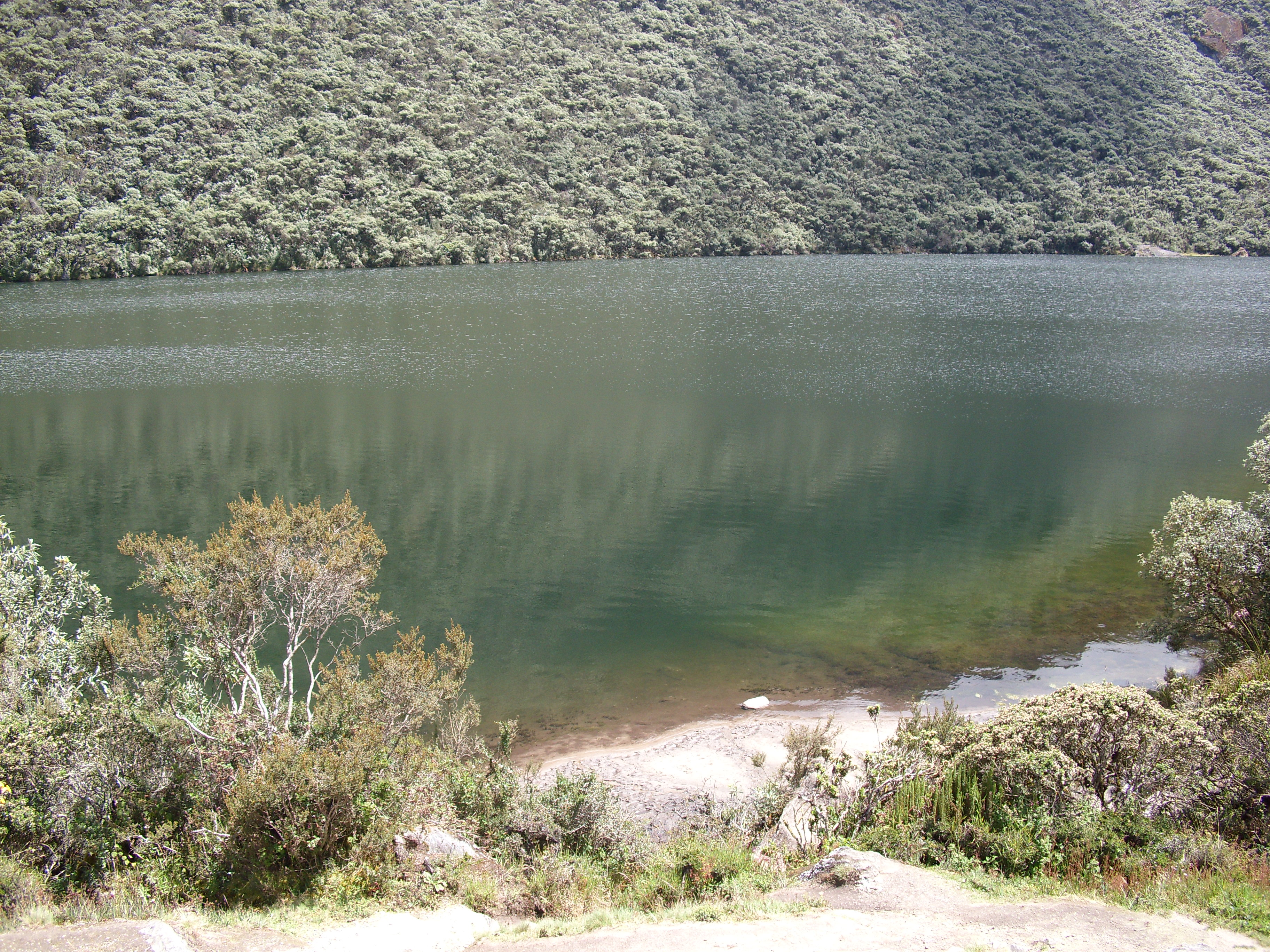
Lac Santiagillo

## Géographie
La municipalité partage ses limites avec les municipalités de Nuevo Ideal et Santiago Papasquiaro au nord, la municipalité de Durango au sud, les municipalités de San Juan del Rio, Coneto de Comonfort et Pánuco de Coronado à l'est et la municipalité de San Dimas à l'ouest.